# Bonnefontaine (Jura)
Bonnefontaine es una localidad y comuna francesa situada en la región de Franco Condado, departamento de Jura, en el distrito de Lons-le-Saunier y cantón de Poligny.

## Geografía
Bonnefontaine es un pequeño pueblo del Jura poblado de 86 habitantes (cifra INSEE 1999). Se sitúa en el corazón de la primera meseta del Jura en bordare de la "Côte de l'Heute", a 580 metros de altitud. Además de su centro, el pueblo posee una aldea : el "Patouillet", allí existido sobre él otro, la "Vermillère" pero este lugar es deshabitado hoy. La agricultura se da vuelta tradicionalmente hacia la lechería que cría para la fabricación de un queso regional, el Comté.

## Historia
Hasta 1897, el pueblo se llamaba "Les Faisses", lo que significa "las nalgas", en francés. Este nombre, considerado difamatorio fue substituido por el de Bonnefontaine en referencia a las tres fuentes de piedra de la aldea.

## Administración
| Período                                   | Identidad       | Partido político |
| ----------------------------------------- | --------------- | ---------------- |
| marzo de 2001                             | Pierre Barisaux |                  |
| Los datos anteriores todavía no se saben. |                 |                  |

## Demografía
| 73 | 107 | 86 | 97 | 98 | 84 | 92 |
| Para los censos de 1962 a 1999 la población legal corresponde a la población sin duplicidades (Fuente: INSEE [Consultar]) |     |    |    |    |    |    |

## Monumentos
La comuna tiene varios monumentos notables : tres fuentes, una iglesia hermosa del siglo XV de una azotea de lava, una casa grande con una torre y una torrecilla de piedra de y un convento de las hermanas dominicanas que jardín se coloca con el pre-inventario de los edificios históricos. Por otra parte, la cabaña del viejo país (quesería cooperativa) fue transformada en la "Maison du Premier plateau" que abriga el asiento de la comunidad de la "Communauté de Communes du Premier plateau", un punto turístico de la información y un salón de muestras.

## Economía
Sitúan a tres empresas en Bonnefontaine : un oveja-doble, un tablettery y una granja situada en el "Patouillet", aldea que está con menos de 500 metros del pueblo.

## Galería

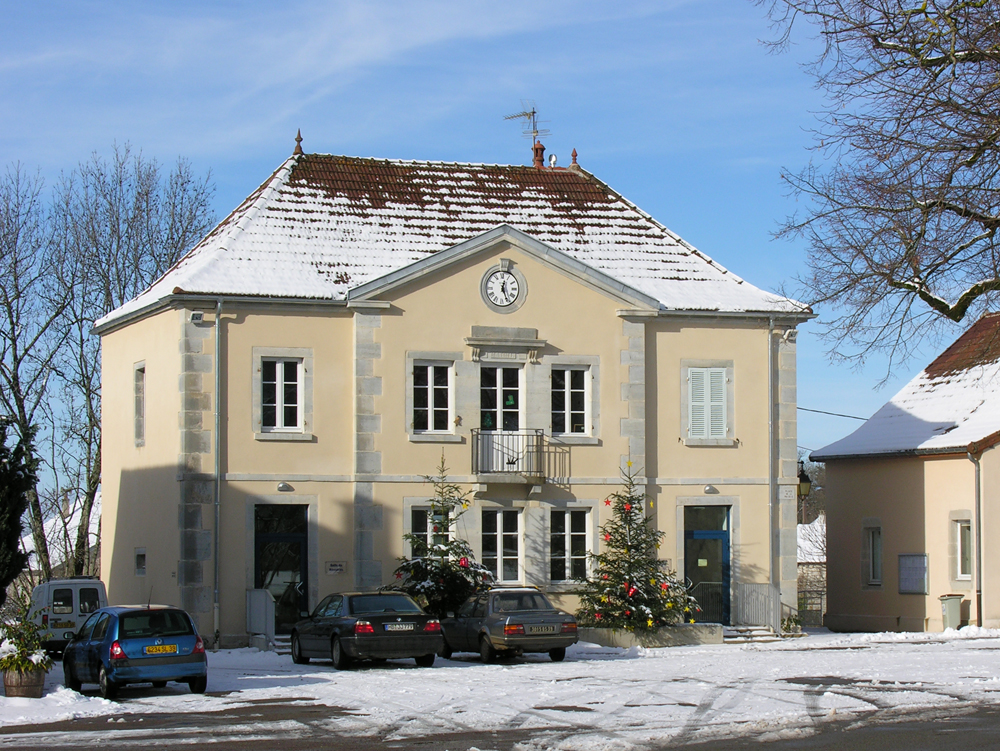
Plaza de la Alcaldía
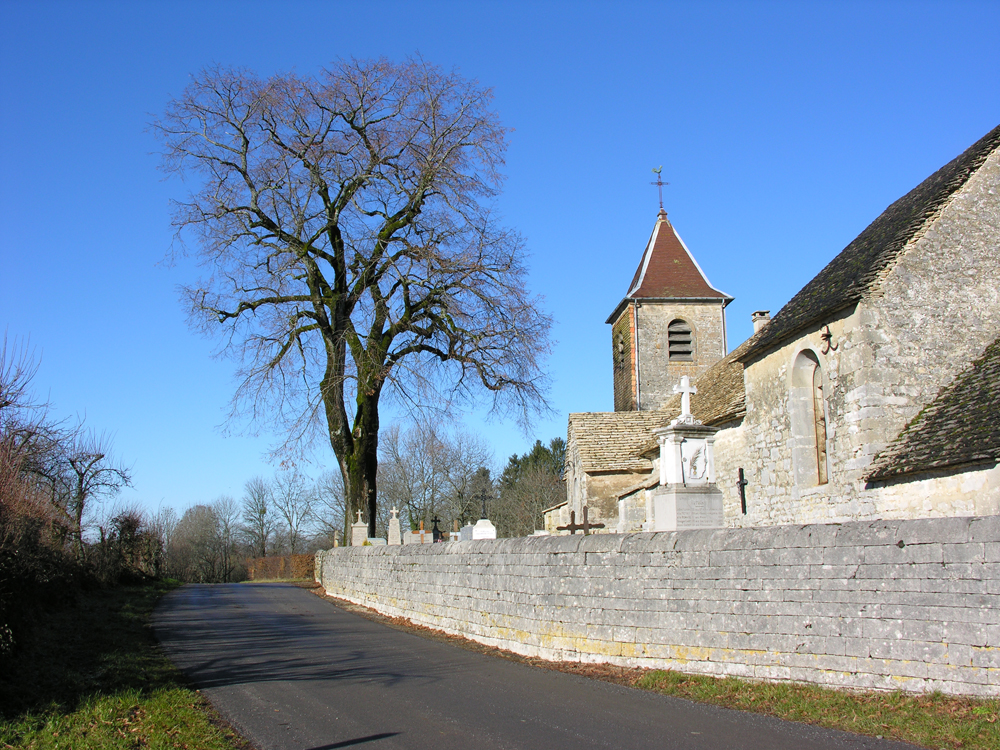
Iglesia de Bonnefontaine
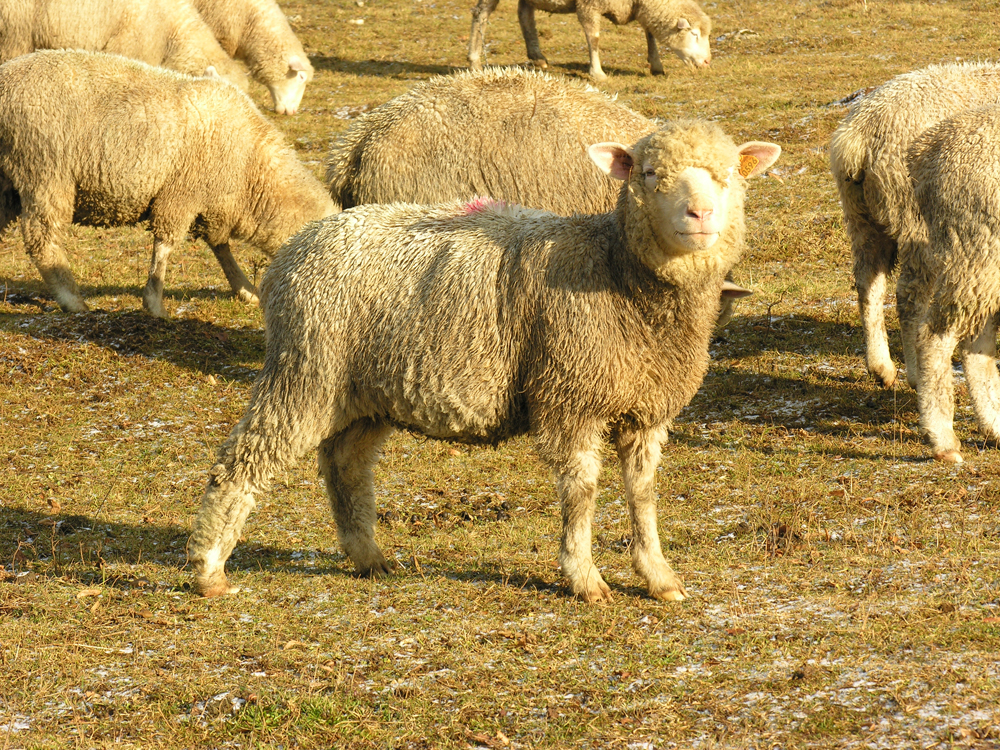
Ovejas de la « Bergerie de l'Heute »